# Acrolytta
Acrolytta là một chi bọ cánh cứng trong họ Meloidae.
Chi này được miêu tả khoa học năm 1959 bởi Kaszab.

## Các loài
Chi này gồm các loài:
- Acrolytta binotatithorax (Pic, 1927)